# 新呉区
新呉区（しんご-く）は、中華人民共和国江蘇省無錫市に位置する市轄区。発足前は浜湖区と錫山区の各一部であった。
もともとは県級管理区の無錫新区であったが、2015年に市轄区の新呉区として再設置された。当地域は1990年代後、内陸の工業地帯として発展し、海外の大型企業が進出した。ソニー、パナソニック、コニカミノルタ、東海理化、日立など300社近くが進出している。区内の碩放街道に無錫空港があり、国内線の他日本の関西国際空港の間に国際線が就航している。

## 行政区画
- 街道:旺荘街道、碩放街道、江渓街道、新安街道、梅村街道、鴻山街道

## 姉妹都市・提携都市
友好都市
- 豊川市（日本国愛知県）
2009年4月15日 友好都市提携締結